# Marie Jansen
Marie Jansen, née le 18 novembre 1857 à Boston et morte le 20 mars 1914 à Winthrop, est une actrice de comédie musicale américaine connue pour ses rôles à la fin du XIXe siècle. Entre 1880 et 1890, elle s'illustre dans plusieurs opéras comiques (en) à succès, dans des comédies musicales edwardiennes (en) et pièces de théâtre comiques à New York, Boston, Philadelphie et Londres.
Après avoir joué dans la pièce Les Noces d'Olivette, composée par Edmond Audran, elle devient connue pour ses performances dans le rôle-titre de l'opéra-comique Iolanthe en 1882, on la retrouve aussi dans la pièce Erminie (en) où elle incarne la femme de chambre du rôle-titre, des rôles importants dans Featherbrain, Nadjy et The Oolah. Plus tard dans sa carrière, elle s'essaye dans le genre du vaudeville et forme sa propre compagnie de théâtre ambulant. À la fin des années 1890, Jansen connait des difficultés financières, en partie en raison des pertes en tant que metteur en scène, qui l'ont laissée dans des conditions réduites pour le reste de sa vie.

## Biographie

### Enfance et formation
Jansen est née à Boston, dans le Massachusetts, où elle a été adoptée par Benjamin et Harriet Johnson sous le nom de « Harriet "Hattie" Mary Johnson ». Son père était un commerçant et avait les moyens d'envoyer sa fille au New England Conservatory of Music. C'est dans cette école privée qu'elle apparaît dans les concerts du music-hall et attire l'attention du chef d'orchestre et compositeur américano-britannique John Braham, qui trouvait qu'elle avait une bonne présence sur scène et qui plus tard, l'a aidée à s'assurer une place au Comley-Barton Opera Company.

### Carrière
Jansen fait ses débuts professionnels sur scène au Park Theatre à Boston le 13 septembre 1880 dans la comédie musicale de Benjamin Edward Woolf, Lawn Tennis,. Quelques semaines plus tard, la pièce se joue à New York au Bijou Theatre jusqu'au réveillon de Noël. Olivette, l'adaptation anglaise de Les Noces d'Olivette, est un opéra-comique dont la musique est composée par Edmond Audran, jouée également au Bijou Theatre le jour de Noël avec Jansen dans le rôle de la femme de ménage de la comtesse. En mai 1881 la pièce se joue au Globe Theatre, cette fois-ci, Jansen assumant avec succès le rôle-titre de la comtesse,.
Elle a ensuite joué dans Le vicaire de Bray (en) et Billee Taylor (en). De novembre 1882 à février 1883, elle apparaît au Standard Theatre (en) dans le rôle-titre de l'opéra-comique Iolanthe dont la musique est composée par Arthur Sullivan et le livret par William S. Gilbert, suivi de son rôle-titre dans une mise en scène non autorisée de Patience au Standard Theatre,. En mars 1883, elle se rend à la Fifth Avenue Theatre et reprend son rôle dans une mise en scène non autorisée de Iolanthe.
En novembre 1883, avec la McCaull Comic Opera Company (en), elle apparaît au Haverley’s Theatre de Philadephie et interprète le rôle-titre dans l'opérette écrite par Johann Strauss, Prinz Methusalem (en), et le mois suivant au même endroit, elle se distingue dans la version anglaise de l'opérette écrite par Carl Millöcker, Der Bettelstudent (l'étudiant pauvre).

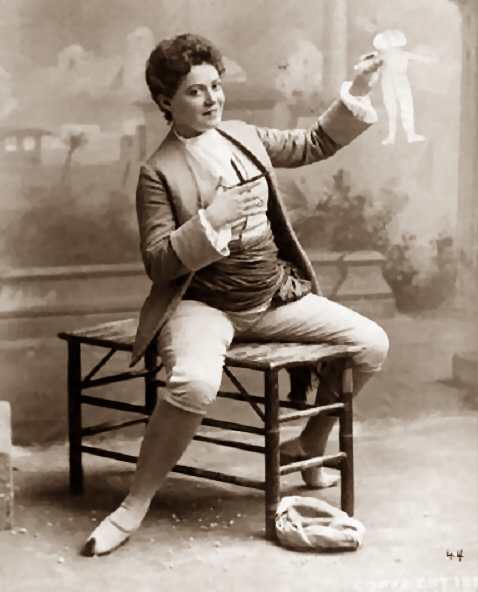
Marie Jansen interprète Tourouloupi dans la pièce The Oolah, 1889.

Grâce à son travail dans Der Bettelstudent, Jansen est choisie par Rudolph Aronson au début de l'année 1884, pour chanter au Casino Theatre de New York. Au printemps 1884, Charles Wyndham (en) conclu avec Jansen pour créer le rôle principal au Criterion Theatre à Londres, Mme Coney, dans la pièce Featherbrain, à partir de la pièce française Tête de Linotte créée par Théodore Barrière et Edmond Gondinet. Featherbrain connait un succès qui dure pendant huit mois.
Jansen a joué le rôle-titre dans l'opéra-comique Fantine pendant une tournée de quatre mois au Boston Museum (en), La pièce Fantine a été composée par Firmin Bernicat et André Messager puis adaptée par Benjamin Edward Woolf et Richard Mansfield (gérant du Boston Museum),. 
Elle a ensuite chanté pour le rôle de Phyllis dans Iolanthe.
En mai 1885, avec la McCaull Comic Opera Company, Jansen joue Rosetta dans l'adaptation de l'opéra-comique Der schwarze Husar de Sydney Rosenfeld (en), pièce auparavant composée par Carl Millöcker.

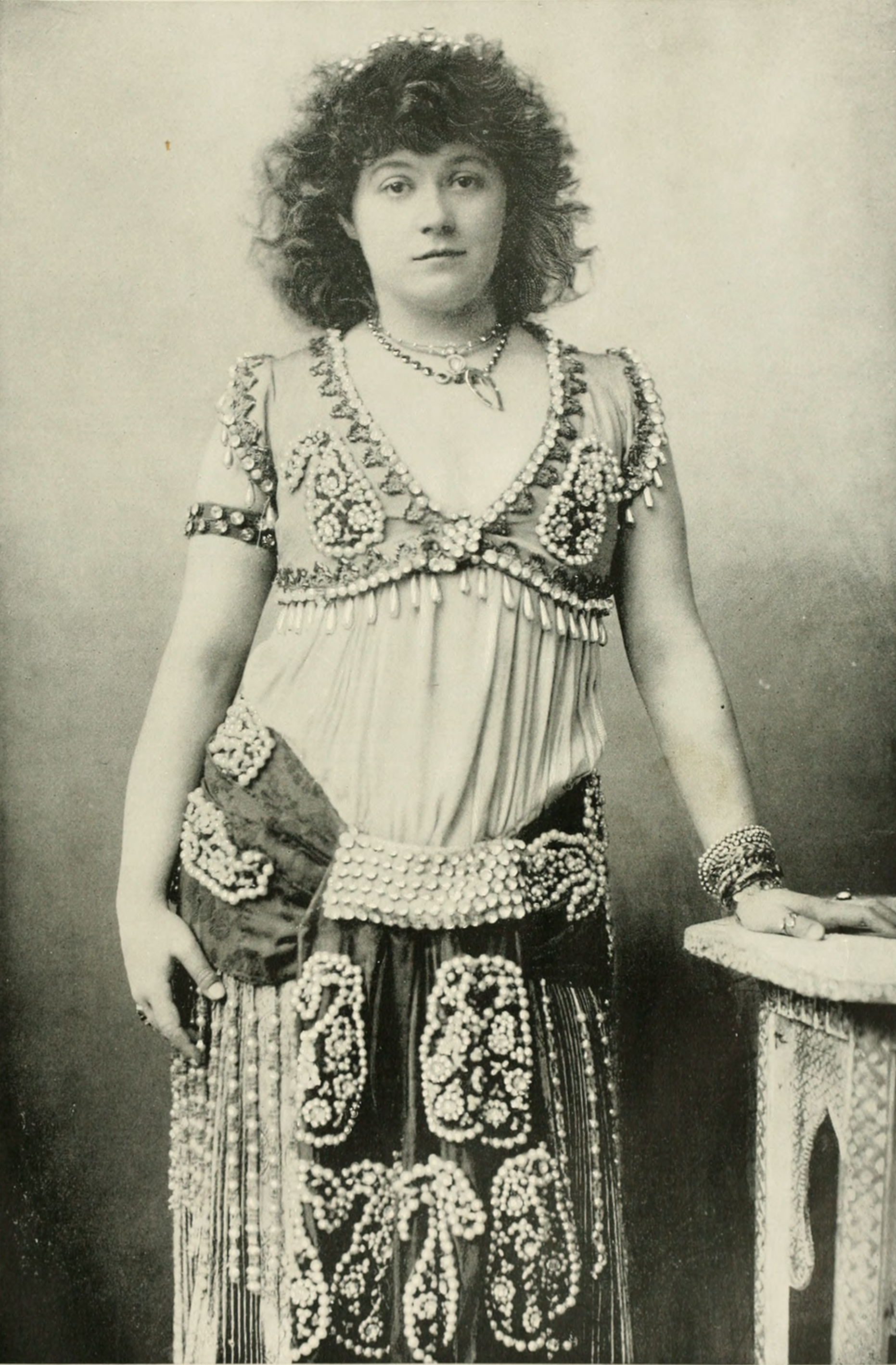
Marie Jansen interprète Angelina dans The Lion Tamer, 1892.

Un an plus tard au Casino Theatre, elle joue la femme de chambre Javotte dans Erminie (opéra comique) (en), cet opéra-comique à succès est composé par Edward Jakobowski (en). Quand elle rejoint le casting de Erminie, Rudolph Aronson ajoute une chanson pour elle, « Sunday after Three, My Sweetheart Comes to Me », qui est une adaptation d'une vieille chanson allemande. En mai 1888, également au Casino Theatre, Jansen crée le rôle-titre pour la pièce Nadjy, adaptée de l'opérette de Francis Chassaigne (en) (Les noces improvisées (1886)) par Alfred Murray. Jansen interprète le rôle après seulement cinq jours de répétition à cause du départ de dernière minute de l'actrice et chanteuse Sadie Martinot (en) pour un différend créatif. L'opéra-comique Nadjy totalise 256 représentations.
En mai 1889, Jansen joue Tourouloupi, la femme de Cadi, dans The Oolah, le premier des trois opéras-comiques à succès qu'elle a joué avec la Francis Wilson's Opera Company (en) à l'ancien théâtre de Broadway situé à la 41e rue, à New York. The Oolah, composée par Rudolph Aronson et Charles Lecocq, est jugée mémorable en partie pour l'interprétation de la chanson, "Be Good" par Jansen, que certains considèrent comme trop suggestive,.
Elle incarne Tessa dans le Savoy opéra The Gondoliers à Philadelphie en 1890. En août 1890, elle joue le rôle de Lazuli, un voyageur marchand de parfum aux côtés de l'acteur Francis Wilson jouant le rôle du Roi Anso, dans The Merry Monarch qui est une adaptation de l'Étoile créée par le français Emmanuel Chabrier, J. Cheever Goodwin assume son rôle de librettiste et Woolson Morse en est le compositeur. Par la suite, Jansen interprète la femme du rôle-titre, Angelina, avec Francis Wilson jouant The Lion Tamer, l'ouverture a lieu en décembre 1891, le livret et les paroles sont de J. Cheever Goodwin, la musique est composée par Richard Stahl et l'orchestration gérée par John Phillip Sousa (en).
En 1892, elle quitte la compagnie de Wilson et apparaît dans Rosedale, à Boston. En 1893, Jansen commence une tournée de plusieurs années au Howard Athenaeum (en) de Boston, elle incarne, entre autres, Trixie Hazelmere, la reine des Vaudevilles dans la comédie musicale Delmonico's at 6, une pièce de théâtre comique écrite spécialement pour elle par Glen MacDonough (en),.
Entre 1897 et 1898, Jansen joue Perle Dodo dans la comédie musicale de Frank J. Tannehill, Jr., intitulée The Nancy Hanks.